# Ontario
 For alternative betydninger, se Ontario (flertydig). (Se også artikler, som begynder med Ontario)
Ontario er en canadisk provins. Den ligger i det centrale Canada. Vigtige byer er bl.a. delstatshovedstaden Toronto, Windsor, London og forbundshovedstaden Ottawa.
Ontario har 11.874.400 indbyggere og dækker 1.076.395 km². Provinsen er den af de 10 provinser, der har den største befolkning. Premierminister er siden juni 2018 Douglas 'Doug' Ford fra centrum-højre partiet PC. Ontario blev en provins i 1867, og provinsens økonomi er den største og vigtigste i Canada.[kilde mangler]

## Geografi
Støre byer i Ontario
- Brantford - Kingston - Napanee - Ottawa - Rama - Stratford - Toronto - Windsor - Hamilton.

Ontario gennemløbes af Ontario Highway 401, der forbinder Windsor med Quebec.
Der findes desuden flere territorier, som er beboet af oprindelige indianerstammer; Six Nations (1784), Tyendinaga (1793) og Akwesasne (1795).

## Danskere i Ontario
Udover den danske kirke i Toronto findes der også et dansk alderdomshjem i Ontario, der samtidig fungerer som mødested for danskere i området.